# Natxo Badenes
Natxo Badenes (Alcora, L'Alcalatén, 1958) és un activista social valencià.
Natxo Badenes és un activista social de la llengua, que el juny del 2018 fou elegit president de l'Escola Valenciana, substituint en el càrrec a Vicent Moreno. Badenes fou el primer president d’Escola Valenciana que no provenia del món de la docència, i es mantingué en el càrrec fins al juny del 2022, quan fou substituït per la beterana Alexandra Usó i Cariñena.